# Capitalismo cognitivo
Il capitalismo cognitivo è un'ipotesi di ricerca formulata originariamente, sul finire degli anni novanta, dal gruppo di ricercatori del Laboratorio MATISSE-ISYS Université Paris 1 Panthéon-Sorbonne coordinati da Bernard Paulré per precisare il senso delle trasformazioni che hanno interessato il regime di accumulazione che caratterizza i principali sistemi economici dopo la crisi del fordismo e il processo di globalizzazione. Il concetto di capitalismo cognitivo vorrebbe dunque rappresentare un passo avanti rispetto al concetto di postfordismo, termine che resta vago e che delimita un modello definibile solo in negativo.
Di seguito verranno elencati alcuni dei principali temi che caratterizzano l'analisi del capitalismo contemporaneo dal punto di vista dei teorici del capitalismo cognitivo.

## Descrizione

### Le principali differenze fra capitalismo cognitivo ed economia della conoscenza
Gran parte degli scienziati sociali che accolgono questa ipotesi (Yann Moulier Boutang, Antonella Corsani, Andrea Fumagalli, Bernard Paulré, Carlo Vercellone) sono influenzati dalla scuola della regolazione francese e dall'operaismo. L'obiettivo teorico che li accomuna è la formulazione di una teoria generale dell'accumulazione, in grado di cogliere appieno l'evoluzione dei rapporti sociali di produzione senza limitarsi allo studio delle caratteristiche produttive e tecnologiche. La dizione capitalismo cognitivo è dunque preferita a locuzioni più neutre quali economia della conoscenza o economia fondata sulla conoscenza per cogliere «l'ibridazione indissociabile tra lo sviluppo delle forze produttive e quello dei rapporti sociali di produzione». Si intende così focalizzare l'attenzione sul «rapporto dialettico tra i due termini che lo compongono»:
- il termine capitalismo designa la permanenza, pur nella loro metamorfosi, delle variabili fondamentali del sistema capitalistico (il ruolo guida del profitto nella distribuzione del lavoro sociale[3], il lavoro salariato, o meglio, le forme di eterodirezione del lavoro rispetto alle quali viene estratto il surplus);
- l'attributo cognitivo mette, invece, in evidenza la nuova natura del lavoro, delle fonti di valorizzazione e della struttura di proprietà sulle quali si fonda il processo di accumulazione e le contraddizioni che ivi si generano.[4].

La critica all'economia della conoscenza avanzata dai teorici del capitalismo cognitivo presenta degli elementi comuni con la critica proposta da Bob Jessop.
Non sono mancate diverse critiche alla portata analitica del concetto di capitalismo cognitivo. Tra queste occorre segnalare quelle sollevate da Dominique Plihon, alle quali hanno risposto Gabriel Colletis e Bernard Paulré. Il dibattito è apparso sulla Revue de la régulation.

### Socializzazione della produzione
La produzione non è più centralizzata all'interno di un'unica fabbrica ma avviene in una rete di piccoli centri di produzione distribuiti globalmente. Le catene di montaggio, tipiche del modello fordista, diventano catene di produzione in cui i vari passaggi della catena possono non essere effettuati nello stesso luogo ma anche dislocati geograficamente. Questo è possibile grazie allo sviluppo sempre maggiore delle tecnologie di comunicazione a distanza e al miglioramento dei sistemi di trasporto.
I sistemi di produzione nel mondo si stanno riorganizzando, favoriti dai nuovi media e combinando la trasparenza della produzione locale con i nuovi sistemi di distribuzione informatizzati. Questo nuovo sistema di produzione può partire dalla valorizzazione degli assets locali per poi proiettarli in un sistema di reti globale.
Questi tipi di produzione sociale si sono già realizzati globalmente in molti ambiti, dove molte persone si stanno riunendo in gruppi autoorganizzati di attività produttive. Un esempio caratteristico che sta prendendo sempre più piede in tutto il mondo è quello dell'industria alimentare, ma, soprattutto nel Nord del mondo, sta avvenendo anche in altri settori come l'Open design.

## La dimensione "immateriale"
Il tema della "smaterializzazione" della produzione è al centro delle ricerche di alcuni studiosi che hanno contribuito all'analisi del capitalismo contemporaneo accogliendo l'ipotesi del capitalismo cognitivo. Occorre a tal proposito ricordare in particolare il libro di André Gorz, L'immateriale. Conoscenza, valore e capitale.
Mentre nel capitalismo industriale la fonte principale del lavoro era il valore materiale, cioè la produzione degli oggetti stessi, nel capitalismo cognitivo la capacità di produrre degli oggetti è ormai generica e diffusa, quindi non costituisce più un fattore di differenza strategica.
In molti settori, come ad esempio quello della moda, il valore manifatturiero del prodotto costituisce ormai una percentuale minima, e in continua decrescita, del valore del bene. Si dà infatti molta importanza alle componenti immateriali, quelle più strettamente dovute al lavoro dell'intelletto, come il design e la campagna pubblicitaria.
Nonostante i valori immateriali siano difficilmente calcolabili e sfuggano alla logica capitalistica gli investimenti su di essi negli ultimi anni sono cresciuti in maniera esponenziale.
I valori immateriali di maggiore differenza strategica nel capitalismo cognitivo sono: innovazione, brand e flessibilità.
L'innovazione è il bisogno di innovare continuamente per essere sempre un passo avanti alla concorrenza, mentre in questo ambito per flessibilità si intende la capacità di adattarsi in continuazione alla domanda di mercato.

### Brand
Il brand, in italiano marca, è uno dei valori immateriali più importanti nell'economia di oggi.
Il brand nasce alla fine del XIX secolo per fornire un'identità riconoscibile ai prodotti che il consumatore si trovava davanti e che erano divenuti abbondanti grazie alla nascita della produzione di massa. In questo modo il consumatore diventa capace di fare una scelta sensata e dare fiducia a un prodotto riconoscilbile e con chiare origini. I brand quindi erano simboli dei prodotti e gli conferivano una precisa identità culturale.
Oggi il brand è anche la capacità di far fondere l'oggetto con considerazioni di natura simbolica o addirittura spirituale. Il prodotto non è più solo un oggetto, ma la persona si sente cambiata dal momento in cui lo acquista.
Il valore del brand sta nel fatto che una moltitudine di consumatori sparsi in tutto il mondo, in diversi ambienti e diverse situazioni, percepiscono che l'utilizzo di un tale prodotto renda più sottile la differenza tra le loro vite. Il brand viene percepito come l'aggiunta di qualcosa in più: un'esperienza aggiuntiva, un'emozione aggiuntiva, o il fare parte di un'identità.
Il brand management sta diventando sempre più la gestione di un processo di consumo, che fa sì che il consumatore riconduca un'esperienza o un insieme di relazioni affettive al brand che simboleggia il valore sociale del prodotto. Il brand management opera con una grande varietà di strumenti, come la pubblicità, la presenza nei media, gli eventi, gli sponsor e così via, dove l'acquisto del prodotto in commercio è solamente una delle attività di branding. La relazione originale, che vedeva il brand come simbolo di un prodotto si è rovesciata, ora il prodotto diventa uno dei mezzi trasmissivi del brand.
I brand manager, per facilitare i legami sociali e affettivi con il brand tendono a creare quelle che vengono chiamate ‘brand community’, in cui si cerca di coinvolgere direttamente il consumatore. Questo ha spostato il peso del brand dai processi che il produttore può controllare direttamente come la pubblicità a processi difficilmente controllabili come la comunicazione e l'acquisizione di reputazione. Per questo un aspetto importante è diventato il coinvolgimento e il lavoro in relazione alle opinioni dei consumatori soprattutto attraverso i social network.

## Produzione sociale
L'analisi della produzione sociale è svolta dai teorici del capitalismo cognitivo a partire da una rilettura storica della divisione del lavoro. Questa è analizzata guardando all'evoluzione del rapporto fra saperi di cui dispongono i lavoratori e potere esercitato da chi dirige la produzione. In questa prospettiva è centrale il concetto di General Intellect introdotto da Marx nel "Frammento sulle macchine" dei Grundrisse, i Lineamenti fondamentali della critica dell'economia politica (1857-58, trad. it. La Nuova Italia, 1968-70):
"Le forze produttive e le relazioni sociali - entrambi lati diversi dello sviluppo dell'individuo sociale - figurano per il capitale solo come mezzi, e sono per esso solo mezzi per produrre sulla sua base limitata. Ma in realtà essi sono le condizioni per far saltare in aria questa base. La natura non costruisce macchine, non costruisce locomotive, ferrovie, telegrafi elettrici, filatoi automatici ecc. Essi sono prodotti dell'industria umana: materiale naturale, trasformato in organi della volontà umana sulla natura o della sua esplicazione nella natura. Sono organi del cervello umano creati dalla mano umana: capacità scientifica oggettivata. Lo sviluppo del capitale fisso mostra fino a quale grado il sapere sociale generale, knowledge, è diventato forza produttiva immediata, e quindi le condizioni del processo vitale stesso sono passate sotto il controllo del general intellect, e rimodellate in conformità a esso. […] Il capitale diminuisce il tempo di lavoro nella forma del tempo di lavoro necessario, per accrescerlo nella forma del tempo di lavoro superfluo; facendo quindi del tempo di lavoro superfluo - in misura crescente - la condizione (question de vie et de mort) di quello necessario. Da un lato esso evoca, quindi, tutte le forze della scienza e della natura, come della combinazione sociale e delle relazioni sociali, al fine di rendere la creazione della ricchezza (relativamente) indipendente dal tempo di lavoro impiegato in essa. Dall'altro lato esso intende misurare le gigantesche forze sociali così create alla stregua del tempo di lavoro, e imprigionarle nei limiti che sono necessari per conservare come valore il valore già creato".
L'interpretazione di questo famoso passo marxiano proposta dai teorici del capitalismo cognitivo alla luce delle dinamiche del capitalismo contemporaneo è ben sintetizzata da quanto sostenuto da Toni Negri: quando nella produzione del General Intellect il principale capitale fisso diviene l'uomo stesso allora, con questo concetto bisogna intendere una logica della cooperazione sociale situata al di là della legge del valore.
Le caratteristiche principali della produzione sociale sono individuate nella minore importanza della motivazione monetaria, nell'utilizzo dei saperi comuni e nell'organizzazione dal basso.
L'esempio più puro di questo tipo di produzione è lo sviluppo di software open source, nel quale degli sviluppatori dislocati in diverse parti del mondo cooperano per produrre applicazioni o sistemi operativi, spinti da motivazioni diverse da quelle monetarie.

### Minore importanza della motivazione monetaria
Nella produzione sociale la posizione sociale assume un ruolo prevalente rispetto alla posizione economica poiché in alcuni momenti qualsiasi genere di persona vuole soddisfare quei bisogni sociali che i soldi non riescono ad appagare. Le relazioni sociali, pur avendo un costo di avviamento quantificabile, una volta avviate assumono un valore non calcolabile, in quanto in questo tipo di processi la creatività umana assume un ruolo di primo rilievo e questa è impossibile da standardizzare e quantificare.
La motivazione monetaria c'è ma non più quella prevalente. Chi partecipa a questo tipo di progetti lo fa sia per motivi altruistici e collaborare per uno scopo comune che per acquisire una certa importanza e reputazione all'interno della comunità, per accumulare capitale sociale e acquisire contatti e riconoscimenti; questi fattori potranno essere monetizzati in un secondo momento. In molti casi chi collabora è disposto a rinunciare a dei compensi economici immediati pur di aumentare il capitale sociale.
Ciò non significa tuttavia che nel capitalismo cognitivo siano assenti delle forme di controllo monetario o finanziario della cooperazione sociale.

### Saperi comuni
La produzione sociale è un nuovo sistema di produrre informazioni e saperi. Tutte le persone assumono un ruolo centrale e possono esprimere la loro idea, la democrazia diventa partecipativa e l'informazione viene prodotta a livello sociale.
Questo è dovuto principalmente a due cambiamenti:
- il primo cambiamento è tecnologico: i sistemi tecnologici come la banda larga e i personal computer hanno visto un abbattimento dei costi e una diffusione sempre maggiore e questo ha portato ad un incremento d'interconnessione tra pari;
- il secondo cambiamento è culturale: l'oggetto della produzione è cambiato, cioè è diventato sempre più importante produrre beni immateriali come saperi e informazioni piuttosto che beni materiali.

I social network hanno permesso agli individui di esprimere la loro creatività e i loro saperi tramite una rete di contenuti libera, dove chiunque può contribuire gratuitamente e ciò ha permesso di ottenere un nuovo modo di produzione.

### Organizzazione dal basso
L'economia della produzione sociale si basa sul fatto che ognuno contribuisce secondo le proprie possibilità, i propri saperi, i propri mezzi e i propri tempi. Questo è possibile grazie alla modularizzazione dei progetti che consentono a chiunque voglia di parteciparvi secondo le proprie esigenze. Molta gente partecipa a questo tipo progetti poiché si fa leva sul fatto che il contributo che deve essere erogato può essere anche piccolo e semplice, e quindi se ne può occupare nel tempo libero.
L'economia in rete nasce da azioni individuali decentrate, in cui i volontari collaborano in modo non coordinato da strutture gerarchiche, differenziandosi dalle organizzazioni strutturate in modo top-down come l'azienda e tutto questo è possibile grazie alla maggior disponibilità dei mezzi di comunicazione.

## Le nuove forme dello sfruttamento capitalistico
Come scrivono Toni Negri e Carlo Vercellone, "Il vecchio dilemma, concernente il controllo del lavoro, riappare in forme nuove. Il capitale non solo è divenuto dipendente dal sapere dei salariati, ma deve ottenere una mobilitazione e un'implicazione attiva dell'insieme delle conoscenze e dei tempi di vita dei salariati.
La prescrizione della soggettività, al fine di ottenere l'interiorizzazione degli obiettivi dell'impresa, l'obbligo al risultato, la pressione del cliente insieme alla costrizione pura e semplice legata alla precarietà, sono le principali vie trovate dal capitale per tentare di rispondere a questo problema inedito. Le diverse forme di precarizzazione del lavoro sono infatti anche e soprattutto, uno strumento per il capitale per imporre e
beneficiare gratuitamente di questa subordinazione totale, senza riconoscere e senza pagare il salario corrispondente a questo tempo non integrato e non misurabile nel contratto di lavoro. Queste evoluzioni si traducono in una crescita del lavoro non misurato e difficilmente quantificabile secondo i criteri tradizionali della sua misura. Si
tratta di uno degli elementi che devono condurci a ripensare globalmente la nozione di tempo del lavoro produttivo e quella di salario rispetto all'epoca fordista".

### La finanziarizzazione
La finanziarizzazione dell'economia viene letta da molti degli studiosi che fanno propria l'ipotesi del capitalismo cognitivo come il processo principale attraverso il quale si amplia la base dell'accumulazione capitalistica. Il capitalismo cognitivo sarebbe pertanto caratterizzato da una coevoluzione del ruolo assunto dai mercati finanziari e del ruolo assunto dallo sfruttamento capitalistico della conoscenza e della produzione sociale.
Questo ragionamento ha comportato una grande attenzione nei confronti di una categoria proposta da Michel Foucault: il biopotere. In Foucault il termine sta ad indicare una grande tecnologia, anatomica e biologica, agente sull'individuo e sulla specie. I teorici del capitalismo cognitivo applicano la categoria di biopotere alla finanza Per esempio Andrea Fumagalli, nel pieno della cosiddetta crisi del debito sovrano, ha sostenuto che, nel nuovo regime di accumulazione che possiamo definire capitalismo cognitivo, i mercati finanziari rappresenterebbero una forma di biopotere poiché, oltre a spostare valorizzazione e accumulazione capitalistica dalla produzione materiale a quella immateriale, estendendo lo sfruttamento del lavoro manuale anche a quello cognitivo, danno origine ad una nuova “accumulazione originaria” caratterizzata da un elevato grado di concentrazione.

### Contributi critici
- Lorenzo Procopio, Il capitalismo cognitivo e il neoriformismo, 1999
- François Morin, The Capitalism of financial market and the control of cognitive, Cahiers du GRES, 2006, .
- Riccardo Bellofiore, Sono pessimista: la sinistra non conosce il capitale e non ha un progetto, Intervista di Claudio Jampaglia, Liberazione dell'8 luglio 2007.
- Cognitive Capitalism?, posted on Sunday, February 3rd, 2008, Blog "The Pinocchio Theory"
- Dominique Plihon, Gabriel Colletis et Bernard Paulré (Dir.), Les nouveaux horizons du capitalisme – Pouvoirs, valeurs, temps, Economica, 2008, Revue de la Régulation, n. 5, 2009.
- Emanuele Leonardi, The imprimatur of capital: Gilbert Simondon and the hypothesis of cognitive capitalism, Ephemera. Theory and politics in organization, vol. 10, n. 3/4, 2010.
- Francesco Macheda, L'ideologia dei 'saperi' e gli apologeti del capitalismo (cognitivo), 2010 [collegamento interrotto]